# 金腹多斑麗鯛
金腹多斑麗鯛（学名：Naevochromis chrysogaster），為輻鰭魚綱鱸形目隆頭魚亞目慈鯛科的其中一種，分布於非洲馬拉威湖流域，棲息深度18-70公尺，體長可以達17.9公分，棲息在岩石底質水域，以魚類為食，生活習性不明，可以作為觀賞魚。